# Gustaf Nenzell
Stig Olof Gustaf Nenzell, född 12 november 1913 i Hedemora, död 3 maj 1994 i Valbo församling, Gävle, var en svensk jägmästare.
Efter studentexamen i Falun 1932 och examen från Skogshögskolan 1939 blev Nenzell skogschefsassistent vid Bergvik och Ala Nya AB i Söderhamn samma år och var försöksledare vid Föreningen Skogsarbetens och Domänstyrelsens arbetsstudieavdelning i Stockholm 1943–51. Han kompetentförklarades som professor i skoglig arbetslära vid Skogshögskolan 1949, blev skogsdirektörsassistent vid SCA i Sundsvall 1951, sektionschef i centrala skogsavdelningen där 1955 och chef för skogsdivisionens allmänna sektion från 1973 till pensioneringen 1978. 
Nenzell var styrelseledamot i Civiljägmästarnas och forstmästarnas förening från 1953, och i Sveriges jägmästares och forstmästares riksförbund från 1959. Han författade skrifter i skoglig arbetslära samt skogs- och virkesvård.